# Анальний плавець

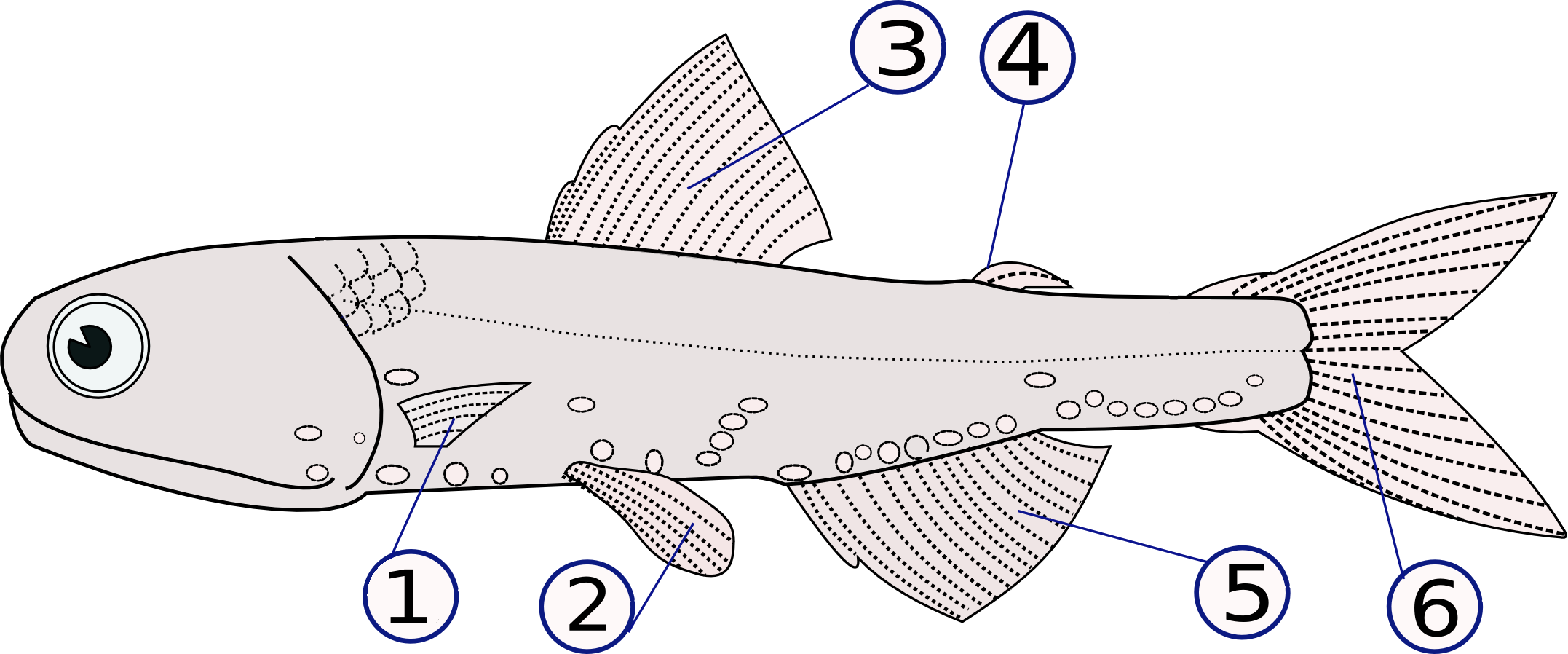
Анальний плавець позначений числом 5

Анальний плавець (підхвостовий плавець) — непарний плавець, розташований позаду анального отвору, який виконує роль кіля у риб. Кількість променів в анальному плавці є важливою ознакою в систематиці риб.
При позначенні кількості променів у плавцях прийнято римськими літерами позначати кількість нерозгалужених або жорстких (твердих) променів, арабськими — гіллястих (розгалужених) або м'яких променів. При цьому анальний плавець скорочено позначають літерою «А», наприклад А II–III 7-10: в анальному плавці 2-3 твердих і 7-10 гіллястих променів.